# Martin-Luther-Kirche (Söhlde)

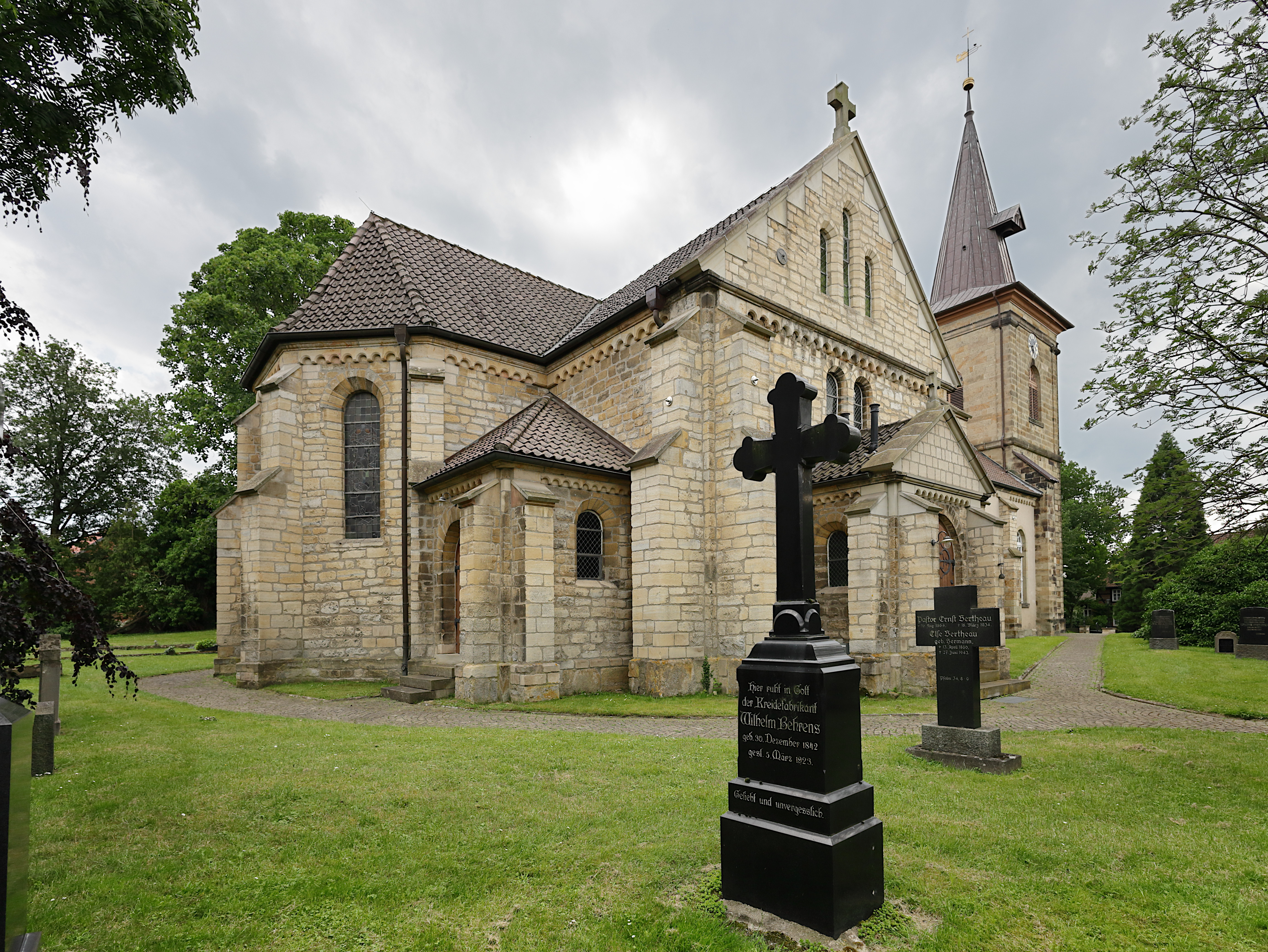
Martin-Luther-Kirche

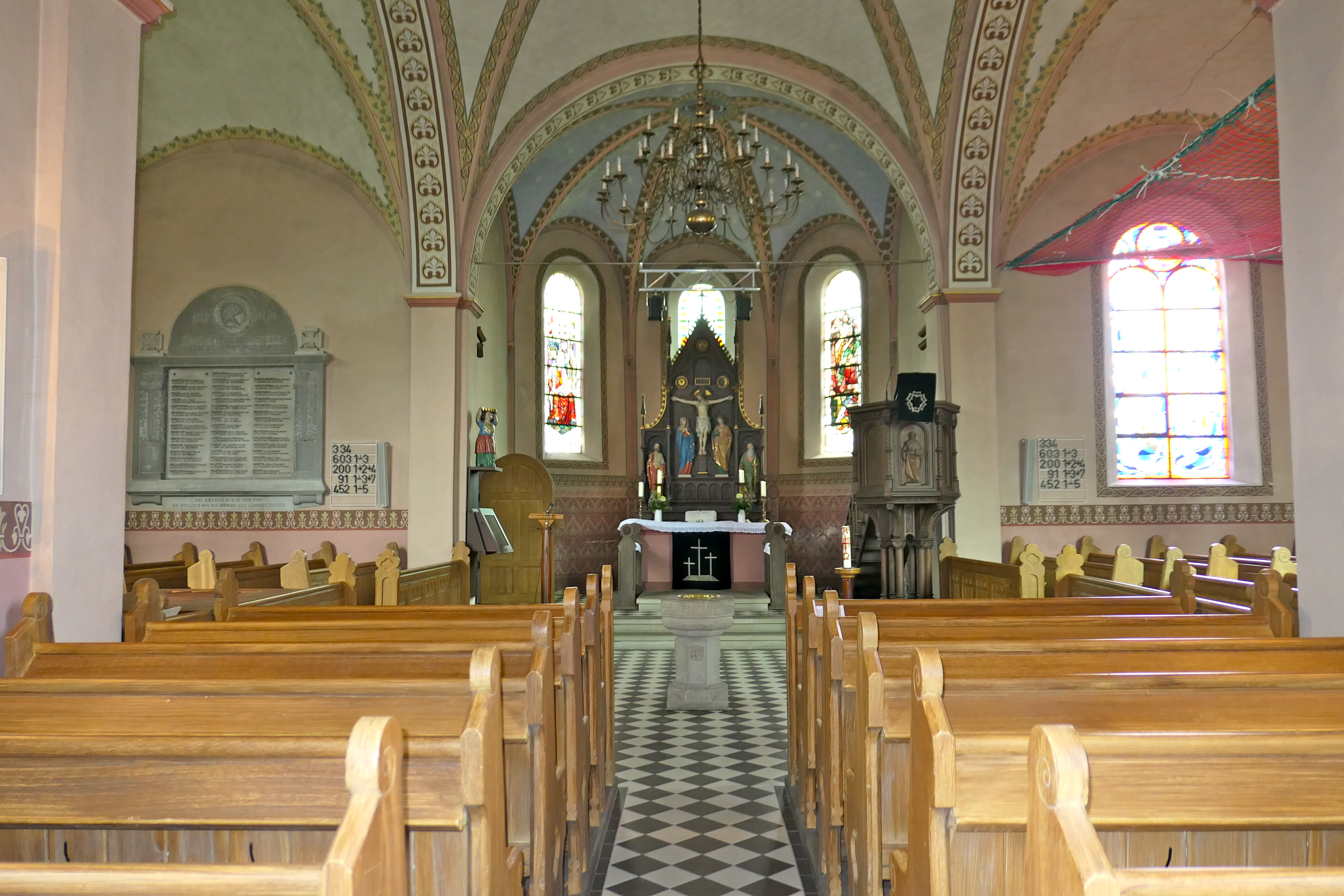
Inneres der Martin-Luther-Kirche (Söhlde)

Die Martin-Luther-Kirche ist die evangelische Kirche von Söhlde, einer Gemeinde im niedersächsischen Landkreis Hildesheim. Seit 2023 ist sie Bestandteil der „Ev.-luth. Kirchengemeinde Söhlde-Himstedt-Nettlingen“. Als Teil des Sprengels Hildesheim-Göttingen gehört sie der Evangelisch-lutherischen Landeskirche Hannovers an.

## Geschichte
Im Mittelalter besaß das zum Hochstift Hildesheim gehörende Dorf Söhlde eine eigene Kirche. Als erste bekannte Ortsgeistliche sind 1357 Eghardus Wale plebanus, ein Jahrzehnt später Johannes Dives plebanus in Solde nachweisbar. Mit dem Ende der Hildesheimer Stiftsfehde kam Söhlde mit dem Amt Steinbrück 1523 an das Fürstentum Braunschweig-Wolfenbüttel. Die Besetzung des Ortes 1542 durch Truppen des Schmalkaldischen Bundes bewirkte die Einführung der Reformation in Söhlde, so dass der Priester Tile Schrader zum Luthertum konvertierte. Mit der Rückkehr des rechtmäßigen Herzogs Heinrich dem Jüngeren 1547 revertierte auch Söhlde wieder zum Katholizismus, und erst der Regierungsantritt von Herzog Julius 1568 brachte die Konsolidierung des Luthertums, das auch bestehen blieb, als mit der Restitution des Großen Stifts 1643 Söhlde wieder an das Hochstift Hildesheim fiel.

## Architektur
Auf einen spätmittelalterlichen Ausbau der Söhlder Kirche im Jahr 1428 verwies eine (nicht erhaltene) Bauinschrift (MCCCCXXVIII), die sich auf dem ehemaligen nordöstlichen Eckstrebepfeiler befand. Beim Durchzug der Truppen des Grafen Peter von Mansfeld 1553 wurde diese Kirche niedergebrannt, wobei selbst die Glocken im Kirchturm schmolzen. 1696 bis 1703 wurde der Kirchturm erneuert und diesem 1730 ein Glockenstuhl aufgesetzt, der jedoch statische Probleme im Turm bewirkte. Eine größere Reparatur des Kirchenschiffs mit Errichtung eines neuen Kirchendaches erfolgte 1743. Zu Beginn des 19. Jahrhunderts hatten sich die statischen Probleme des Kirchturms soweit verschärft, dass dessen Einsturz befürchtet wurde. Ab 1840 erfolgte die Errichtung des heutigen Kirchturms, offensichtlich nach Entwurf des Konsistorialbaumeisters Ludwig Hellner. In den Jahren 1892 bis 1893 wurde die Kirche nach Plänen des Hildesheimer Architekten Werner Söchtig um ein Querhaus und Chor in romanischen Bauformen erweitert und 1901 das Langhaus erhöht und eingewölbt.

## Ausstattung
Zur ursprünglichen Ausstattung der Kirche gehört ein farbig gefasster hölzerner Taufengel von 1666, zur Chorerweiterung von 1891 ein neugotischer Retabelaltar mit Kruzifix und Schnitzfiguren von Maria und Johannes dem Evangelisten sowie den Aposteln Petrus und Paulus.

### Orgel
1846 hatte die Kirche eine Orgel mit 19 Registern auf zwei Manualen und Pedal erhalten, die 1877 von  Wilhelm Boden (Halberstadt) umgebaut wurde. 1901 wurde die Orgel durch August Schaper unter Verwendung des älteren Prospekts in das neuerrichtete Kirchenschiff übertragen. Nach mehreren Reparaturen 1962 abgebaut, trat 1974 an deren Stelle ein Orgelneubau der Orgelbauer Schmidt & Thiemann (Hannover).

### Glocken

Glockeninschrift der verlorenen Marienglocke

Söhlde besaß bis 1920 eine Maria gewidmete mittelalterliche Glocke mit willkürlicher Buchstabenfolge in gotischen Majuskeln, die nachfolgend eingeschmolzen und durch einen Neuguss ersetzt wurde, zwei weitere, 1812 von Johann Heinrich Wicke in Braunschweig gegossene Glocken fielen der Metallabgabe im Zweiten Weltkrieg zum Opfer. Die Kirche verfügt heute über zwei Läuteglocken und eine Schlagglocke.
| Nr. | Material | Ton  | Gießer                                 | Gussjahr | Inschrift                               |
| --- | -------- | ---- | -------------------------------------- | -------- | --------------------------------------- |
| I   | Eisen    | cis′ | Bochumer Verein                        | 1951     | Den Gefallenen und Vermissten 1939–1945 |
| II  | Bronze   | e′   | Radlersche Glockengießerei, Hildesheim | 1920     |                                         |

| Nr | Material | Gießer                             | Gussjahr | Inschrift                         |
| -- | -------- | ---------------------------------- | -------- | --------------------------------- |
| I  | Bronze   | Glockengießerei Bachert, Karlsruhe | 2014     | Meine Zeit steht in Deinen Händen |